# Діогу Суаріш
Діогу Суаріш де Альбергарія (порт. Diogo Soares de Albergaria, ісп. Diego Suarez de Albergaria), також відомий як Діогу Суаріш де Мело, Дієго Суарес де Мело та під призвиськом «Галего» (Галісієць) — португальський мореплавець, дослідник та авантюрист XVI століття.

## Біографія

### Португальська Індія
Діогу Суаріш був малоземельним шляхтичем (фідальго) з Галісії, якого близько 1538 року було заслано до Португальської Індії за участь у кількох вбивствах. В Індії Діогу працював найманецем і у 1540 році він допоміг очільнику свого загону найманців знищити суперника за прихильність жінки. Після виявлення вбивства, губернатор Ештеван да Гама стратив лідера, але сам Суаріш промігся втекти з Гоа та перебратись  до Малінді у Східній Африці, де з двадцятьма поплічниками вдався до піратства. Ештеван да Гама видав ордер на арешт Суаріша, але пізніше він був помилуваний наступним губернатором Португальської Індії Мартином Афонсу де Соузою, який був другом Суаріша. Під час правління де Соузи, Суаріш командував експедиціями, водночас продовжуючи свою піратську діяльність поблизу португальського Мозамбіку.

### Мадагаскар
Суаріш відвідав Мадагаскар у 1543 році за наказом Мартина Афонсо де Соуза, щоб спробувати знайти брата де Соузи, який, як повідомлялось, зазнав кораблетрощі в цьому районі. Того ж року Суаріш повернувся до Кочі (Кочі) без відомостей про зниклих мореплавців, але з значною кількістю срібла та рабами, яких він захопив на острові.
До 1975 року північне прибережне місто Анціранана на Мадагаскарі було відоме під іспанською формою імені Суаріша Дієго-Суарес (Diego-Suárez). Велика природна затока вздовж північно-східного узбережжя Мадагаскару також називається затокою Дієго Суарес.

### М'янма
Суаріш висадився в португальській Малакці в 1547 році через негоду. Звідти він суходолом досяг території сучасної М'янми, де або добровільно або примусово залишився за наказом Табіншвехті, місцевого короля з династії Тунгу, з яким Суаріш затоваришував. Там Суаріш став багатим, зібрав чотири мільйони дукатів в коштовностях та інших цінностях, мав пенсіон в 200 000 дукатів на рік, його називали братом короля, він був верховним губернатором королівства та генералом-головнокомандувачем армії.

### Бірмансько-сіамська війна (1548)
Під час бірмансько-сіамської війни (1547—1549) Суаріш командував загоном з п'яти капітанів і 180 професійних найманців, він також керував невдалим вторгненням та облогою Тапураму, яка закінчилася через п'ять місяців після того, як 120 000 пегуанців дезертирували, коли їхній ватажок Смім Гто очолив повстання у рідному Пегу, частково як помсту за погане поводження з боку Суаріша, який був його очільником.

## Смерть
Ще будучи генералом короля Табіншвехті, Суаріш силою викрав та згвалтував доньку багатого купця. Суаріш вбив її нареченого та інших, хто прийшов їй на допомогу, а сама дівчина покінчила життя самогубством, щоб уникнути ганьби. Незабаром після цього короля було вбито й замінено одним із його генералів на ім'я Смім Согтут, який зрештою передав Суаріша родичам нареченої, які забили Суаріша камінням до смерті, а також розграбували його житло та захопили частину його скарбів, які вдалось знайти. Вважалося, що решту скарбів він закопав. Перебування Суаріша у М'янмі та епізод його смерті описаний у книзі  «Peregrinação» тогочасно португальського мандрівника Фернана Мендіша Пінту.

## Пам'ять
У 1963 році ботанік Рене Поль Раймонд Капурон дав назву роду квіткових рослин сімейства Bixaceae з Мадагаскару як Diegodendron на честь Діогу Суаріша і його зв'язки з островом.